# لو فائو
لو فائو (به فرانسوی: Le Faou) یک کمون در فرانسه است که در canton of Le Faou واقع شده‌است.

## خصوصیات
لو فائو ۱۱٫۸۵ کیلومترمربع مساحت و ۱٬۷۸۶ نفر جمعیت دارد.